# ۱۷ بهمن
۱۷ بهمن سیصد و بیست و سومین روز سال در گاه‌شماری خورشیدی است. به پایان سال ۴۲ روز (۴۳ روز در سال کبیسه) باقی‌است.

## رویدادها
- ۱۰۱۹ - زمین‌لرزه ۱۰۱۹ تبریز
- ۱۳۶۶ - بنیان‌گذاری مجمع تشخیص مصلحت نظام
- ۱۳۶۱ - آغاز عملیات والفجر مقدماتی
- ۱۳۸۶ - برکناری عباسعلی عمید زنجانی از جایگاه ریاست دانشگاه تهران
- ۱۳۸۶ - رقابت ۱۷ بهمن ۱۳۸۶ تیم ملی فوتبال ایران با تیم ملی فوتبال سوریه در مرحله مقدماتی جام جهانی فوتبال ۲۰۱۰ (آسیا)

## زادروز ها
- ۱۳۲۶ - شهرام شب‌پره، خواننده
- ۱۳۴۸ - افشین پیروانی، فوتبالیست

## درگذشت‌ها
- ۱۳۴۶ - مهدی بیانی، بنیان‌گذار سازمان اسناد و کتابخانه ملی ایران
- ۱۳۹۰ - اسفندیار احمدیه، نقاش